# Žitna pepelovka
Žitna pepelovka, tudi pšenična pepelasta plesen (znanstveno ime Blumeria graminis), je gliva, ki prizadene vrste iz družine trav, med njimi tudi prava žita. Nekdaj je bila znana kot Erysiphe graminis DC., po anamorfni obliki pa tudi kot Oidium monilioides ali Oidium tritici.

## Opis
Micelij je nežen in sivkastobele barve, podoben pajčevini. Sprva je redek, z rastjo postaja vse gostejši, lahko prekrije celotne dele rastline, zlasti zgornjo stran listov. Trosnjak je temno rjav in okroglast z opaznimi nitmi, aski so podolžni. Spore so prosojne, pakrožne, velike 20-30 x 10-13 µm. Anamorf ima prosojne konidiofore s podolgovatimi ali valjastimi konidiji (brez fibrozinskih telesc), velike 32-44 x 12-15 µm. Havstoriji so žarkasto razvejeni.

## Rastišče
Gliva ima več specializiranih različkov, ki so prilagojene določenemu žitu; najpogosteje okuži ječmen in pšenico, redkeje rž in oves. Bolezen se pojavi pri dnu listov ali stebla. Z ostankov okuženih rastlin se lahko že jeseni prenese na ozimno vsejano žito in ob žetvi izpadlo zrnje, predvsem pri ječmenu, redkeje pri pšenici. Ob sušnejših razmerah okužuje tudi zgodaj spomladi. Takšna okužba je nevarna, saj gliva ovira rastlinsko dihanje in asimilacijo snovi, hkrati pa povečuje izhlapevanje. Žito se tako suši, odmira in prezgodaj dozori, zrna so zato majhna in nagubana. Proti bolezni se uporabljajo fungicidna škropiva ter izdatno gnojenje s fosforjem (močno gnojenje z dušikom pa bolezni ne zavira, ampak pospešuje), pomagajo tudi bolj redka in pozna setev odpornih kultivarjev ter večletno kolobarjenje.